# Pseudosphex venezuelensis
Pseudosphex venezuelensis är en fjärilsart som beskrevs av Rothschild 1931. Pseudosphex venezuelensis ingår i släktet Pseudosphex och familjen björnspinnare. Inga underarter finns listade.